# Руда (Кременчуцький район)
Руда́ —  село в Україні, у Глобинській міській громаді Кременчуцького району Полтавської області. Населення становить на 1 січня 2024 року становить 0 осіб. До 2020 підпорядковане Зубанівській сільській раді. Також раді були підпорядковані села: Зубані та Романівка. День села — 21 вересня.

## Географія
Село Руда знаходиться за 1,5 км від лівого берега річки Хорол, вище за течією за 4 км розташовано село Радалівка, нижче за течією за 3,5 км розташовано село Зубані. По селу протікає пересихаючий струмок.
Площа території с. Руда — 83,3 га.

## Історія
12 червня 2020 року, відповідно до розпорядження Кабінету Міністрів України № 721-р «Про визначення адміністративних центрів та затвердження територій територіальних громад Полтавської області», село увійшло до складу Глобинської міської громади.
19 липня 2020 року, в результаті адміністративно - територіальної реформи та ліквідації Глобинського району, село увійшло до складу новоутвореного Кременчуцького району.

## Населення
Населення станом на 1 січня 2011 року становить 4 особи.
- 2001 — 14 жителів
- 2011 — 4 громадяни, всі вони проживають в інших населених пунктах
- 2024 - постійного населення в селі не залишилося.

### Мова
Розподіл населення за рідною мовою за даними перепису 2001 року:
| Мова       | Кількість | Відсоток |
| ---------- | --------- | -------- |
| українська | 14        | 100%     |